# Avril brisé (film, 2001)
Pour les articles homonymes, voir Avril brisé (homonymie).
Pour plus de détails, voir Fiche technique et Distribution.
Avril brisé (Abril despedaçado) est film franco-helvéto-brésilien réalisé par Walter Salles, sorti en 2001. 
Le film est une adaptation du roman éponyme d'Ismail Kadaré, paru en 1980. En novembre 2015, le film est inclus dans la liste établie par l'Association brésilienne des critiques de cinéma (Abraccine) des 100 meilleurs films brésiliens de tous les temps.

## Synopsis
En avril 1910, dans le Nordeste pauvre du Brésil, une chemise tachée de sang se balance au vent. Tonho, fils cadet des Breves, est contraint par son père de venger la mort de son frère aîné, victime d'une lutte ancestrale entre familles pour des questions de terres.
S'il remplit sa mission, Tonho sait que sa vie sera scindée en deux : les vingt ans qu'il a vécus, et le peu de temps qu'il lui restera à vivre. Il sera pourchassé par un membre de la famille rivale, comme le dicte le code de vengeance de la région. Angoissé par la perspective de la mort et instigué par son petit frère Pacou, Tonho commence à douter de la logique de la violence et des traditions. C'est alors que deux artistes d'un petit cirque itinérant croisent son chemin…

## Fiche technique
- Titre original : Abril despedaçado
- Réalisation : Walter Salles
- Scénario : Karim Aïnouz, Sérgio Machado et Walter Salles, d'après le roman d'Ismail Kadare
- Dialogues : João Moreira Salles et Daniela Thomas
- Production : Arthur Cohn
  - Producteur exécutif : Lillian Birnbaum, Mauricio Andrade Ramos et Marcelo Torres
- Photographie : Walter Carvalho
- Musique originale : Ed Cortês, Antonio Pinto et Beto Villares
- Montage : Isabelle Rathery
- Costumes : Cao Albuquerque
- Pays :  Brésil /  France /  Suisse
- Durée : 105 minutes
- Langue : portugais
- Couleur : couleur
- Dates de sortie : 
  - Suisse allemande : 13 décembre 2001
  - Brésil : 1er mai 2002
  - France : 22 mars 2003 (Cinémas d'Amérique Latine de Toulouse)
  - France : 30 avril 2003
  - Belgique : 30 juillet 2003

## Distribution
- José Dumont : Père
- Rodrigo Santoro : Tonho
- Rita Assemany : Mère
- Ravi Ramos Lacerda : Pacu
- Luiz Carlos Vasconcelos : Salustiano
- Flavia Marco Antonio : Clara
- Everaldo Pontes : Old Blind Man (comme Everaldo De Souza Pontes)
- Caio Junqueira : Inácio
- Mariana Loureiro : Widow
- Servílio de Holanda : Isaías
- Wagner Moura : Matheus
- Othon Bastos : Mr. Lourenço
- Gero Camilo : Reginaldo
- Vinícius de Oliveira : Ferreira Family Member
- Soia Lira : Ferreira Family Member
- Maria do Socorro Nobre : Ferreira Family Member

## Tournage
Le film a été intégralement tourné dans la région Centre-Sud l'État de Bahia : à Bom Sossego dans la municipalité de Oliveira dos Brejinhos, à Caetité et à Rio de Contas.

## Distinction

### Récompenses
- Le film a remporté le Leoncino d'Oro (Prix du Public) à la 58e Mostra de Venise.
- Il est indiqué comme Meilleur film étranger par la Hollywood Foreign Press Association, la National Board of Review et la British Academy of Film and Television Arts.